# Габрє
Габрє (словен. Gabrje) — поселення в общині Ново Место, регіон Південно-Східна Словенія, Словенія. Висота над рівнем моря: 390,6 м.